# Jinko Solar
Jinko Solar es un fabricante chino de productos de energía solar. La compañía empezó como fabricante de células solares en 2006. Jinko Solar tiene un modelo empresarial integrado verticalmente, mediante el que fabrica obleas, células y módulos solares. 
Entre los años 2011 y 2014, fue el patrocinador oficial del Valencia CF.
Al final de 2015, las capacidades de cada uno de estos productos eran 3 GW, 2.5 GW y 4.3 GW, respectivamente. Jinko Solar tiene más de 15.000 empleados y 5 sitios de producción. 
En 2015, la compañía construyó una planta de fabricación en Malasia para evitar aranceles. La compañía vendió 4.51 GW de módulos en 2015. La previsión de la compañía es 6.0-6.5 GW de módulos en 2016, un crecimiento anual del 33%.
Jinko Solar es uno de los miembros de la ‘Silicon module Super League' (SMSL), un grupo de seis grandes proveedores de módulos de silicio en la industria fotovoltaica. Los otros cinco miembros del grupo son Canadian Solar, Hanwha Q-Cells, JA Solar, Trina Solar, LONGi y Yingli .